# Il dottor Dolittle 4
Il dottor Dolittle 4 (Dr. Dolittle: Tail to the Chief) è un film del 2008, sequel direct-to-video de Il dottor Dolittle.
In questo e nel 3 non è presente Eddie Murphy ma il suo personaggio viene comunque menzionato. Da questo episodio cambia anche l'interprete di Lisa Dolittle, madre di Maya, che non è più Kristen Wilson ma Karen Holness. Ha avuto un seguito, Il dottor Dolittle 5, nel 2009.

## Trama
Il sogno di Maya di essere ammessa alla scuola per veterinari viene messo da parte quando riceve una chiamata dal Presidente degli Stati Uniti. Sembra che il "First Dog", la cagnolina Daisy, sia fuori controllo, e il Presidente ha bisogno del suo aiuto. Sarà compito di Maya e del suo fedele cagnolino Lucky far in modo che una crisi canina non diventi una crisi internazionale.